# Maria Lúcia Dahl
Maria Lúcia Dahl (Rio de Janeiro, 20 de julho de 1941 – Rio de Janeiro, 16 de junho de 2022) foi uma atriz, roteirista, escritora e colunista brasileira.

## Biografia
Estudou nos colégios Sion de Laranjeiras, no Princesa Izabel, no São Fernando e no Colégio Andrews, este último com sede no casarão de Botafogo em que a atriz nasceu e foi criada antes de se mudar com a família para a Avenida Atlântica, em Copacabana.
É irmã da famosa figurinista global Marília Carneiro.
Estudou Filosofia na PUC do Rio de Janeiro, mas desistiu do curso para abrir com a amiga Sônia Ramalho a butique Condotti, em Copacabana. Fecharam depois de algum tempo para viajar para a Europa e, em Roma, a atriz conheceu o primeiro marido. Voltou depois de um ano, começando uma longa trajetória artística no teatro, cinema e televisão.
A atriz era herdeira do famoso Rhum Creosotado, que pertencia ao seu avô Gastão Penalva (pseudônimo de Sebastião de Souza) e fora criado pelo seu bisavô Ernesto de Souza, farmacêutico e poeta. Com a morte dos pais e a fortuna da família depositada em confiança, a Companhia Cívica que pediu falência, as vidas de Maria Lúcia e de sua irmã Marília mudaram completamente.
Foi casada com o cineasta Gustavo Dahl que conheceu em Roma, na Itália, e de quem herdou o sobrenome Dahl. Também casou-se com Marcos Medeiros, pai de sua única filha, a atriz Joana Medeiros. Teve dois netos.
Em 2004, fez parte do grupo de jurados no Festival de Cinema de Gramado ao lado de Natália do Vale e Rubens Ewald Filho, entre outros.
Faleceu em 16 de junho de 2022, no Rio de Janeiro, devido a complicações nos rins e Mal de Alzheimer.

## Obras publicadas
- sua autobiografia Quem não ouve seu papai, um dia balança e cai, pela Editora Codecri;
- Paquetá, além da arrebentação;
- Crônicas JB;
- uma biografia com crônicas, O Quebra-Cabeças, da Coleção Aplausos.

## Filmografia

### Televisão
| Ano  | Título              | Papel                              |
| ---- | ------------------- | ---------------------------------- |
| 1974 | O Espigão           | Renata                             |
| 1975 | Gabriela            | Jandaia                            |
| 1975 | O Grito             | Joana                              |
| 1977 | Espelho Mágico      | Paula                              |
| 1978 | Dancin' Days        | Maria Lúcia                        |
| 1978 | Ciranda Cirandinha  | Beth                               |
| 1981 | Amizade Colorida    | Teresa                             |
| 1981 | Jogo da Vida        | Prof.ª Maluce                      |
| 1983 | Voltei pra Você     | Cida                               |
| 1985 | Corpo a Corpo       | Miriam                             |
| 1985 | Ti Ti Ti            | Georgia Stewart                    |
| 1986 | Anos Dourados       | Abigail                            |
| 1986 | Cambalacho          | Prostituta                         |
| 1987 | Bambolê             | Hermínia                           |
| 1988 | O Primo Basílio     | Jojô                               |
| 1988 | Olho por Olho       | Helena                             |
| 1991 | O Fantasma da Ópera | Yolanda Lacerda                    |
| 1992 | Anos Rebeldes       | Yone                               |
| 1994 | Pátria Minha        | Luísa                              |
| 1995 | Explode Coração     | Apresentadora que entrevista Jairo |
| 1996 | Salsa e Merengue    | Laís                               |
| 1997 | Velas de Sangue     | Rafaela                            |
| 1998 | Torre de Babel      | Cecília                            |
| 2004 | Da Cor do Pecado    | Francisca Almeida                  |
| 2006 | Cobras & Lagartos   | Sílvia                             |
| 2011 | Aquele Beijo        | Lena                               |

Como roteirista
| Ano  | Trabalho | Escalação    | Parceiros titulares |
| ---- | -------- | ------------ | ------------------- |
| 2006 | Cristal  | colaboradora | Anamaria Nunes      |

### Cinema
| Ano  | Título                                  | Papel             |
| ---- | --------------------------------------- | ----------------- |
| 1965 | Menino de Engenho                       | Maria Lúcia       |
| 1966 | A Grande Cidade                         | Mulher            |
| 1967 | Mar Corrente                            | Atriz             |
| 1967 | Cara a Cara                             | Amiga             |
| 1967 | O Levante das Saias                     | Toninha           |
| 1969 | O Bravo Guerreiro                       | Clara Horta       |
| 1969 | Macunaíma                               | Iara              |
| 1969 | Pobre Príncipe Encantado                | Débora            |
| 1974 | Guerra Conjugal                         | Lúcia             |
| 1974 | Um Homem Célebre                        |                   |
| 1974 | Motel                                   | Vera              |
| 1975 | Ipanema, Adeus                          |                   |
| 1975 | Deixa, Amorzinho... Deixa               | Maria             |
| 1976 | Tem Alguém na Minha Cama                | Sílvia            |
| 1976 | Gordos e Magros                         | Tia do Gordo      |
| 1977 | Revólver de Brinquedo                   |                   |
| 1977 | Noite em Chamas                         | Beth Lemos        |
| 1977 | A Árvore dos Sexos                      | Ruth              |
| 1977 | Gente Fina É Outra Coisa                | Magali            |
| 1978 | Os Sensuais                             | Celina            |
| 1978 | O Bom Marido                            | Malu              |
| 1979 | Eu Matei Lúcio Flávio                   | Granfina          |
| 1979 | Os Noivos                               | Vera              |
| 1979 | Terror e Êxtase                         | Mãe de Heleninha  |
| 1980 | O Gosto do Pecado                       | Regina            |
| 1980 | Giselle                                 | Haydée            |
| 1981 | Fruto do Amor                           |                   |
| 1981 | Eu Te Amo                               | [ 10 ]            |
| 1981 | Mulher Objeto                           | Maruska           |
| 1983 | Idolatrada                              | Tia Teresa        |
| 1992 | Os Bigodes da Aranha                    | Mulher elegante   |
| 1994 | Veja Esta Canção                        | Rita              |
| 1996 | Quem Matou Pixote?                      | Atriz             |
| 2000 | A Terceira Morte de Joaquim Bolívar     | Aurora            |
| 2002 | Histórias do Olhar                      | Aparecida         |
| 2005 | Mais uma Vez Amor                       | Sra. Alvarez      |
| 2011 | O Gerente                               | Amante do Gerente |
| 2014 | Cine Paissandu: História de Uma Geração | Ela Mesma         |

Como Roteirista
| Ano  | Título         | Escalação       | Parceiros Titulares |
| ---- | -------------- | --------------- | ------------------- |
| 2013 | Vendo ou Alugo | Autora Original | Adriana Falcão      |

## Teatro
Fez inúmeras peças, sendo a primeira Se Correr o Bicho Pega, se Ficar o Bicho Come, com o Grupo União e Marília Pera. Fez ainda O Avarento, em 1968, ao lado de Procópio Ferreira, além da famosa peça de Marcos Caruso e Jandira Martini, a comédia Trair e Coçar É Só Começar.